# Franck-Hertz försök
Franck-Hertz försök var ett fysikexperiment som stöder Bohrs atommodell, en föregångare till kvantmekanik. De tyska fysikerna James Franck och Gustav Hertz försökte 1914 undersöka energinivåerna i en atom. Deras numera berömda experiment stödde på ett elegant sätt Niels Bohrs atommodell där elektroner rör sig runt atomkärnan i banor med specifika diskreta energier. Franck och Hertz fick 1925 Nobelpriset i fysik för detta arbete.
Franck-Hertz försök bekräftade Bohrs kvantiserade atommodell genom att visa att atomer bara kan absorbera vissa specifika energimängder (kvanta).

## Försöket

Graf över ström och spänning

I det klassiska experimentet användes ett rör med gas under lågt tryck och tre elektroder: en elektronemitterande katod, ett galler för att accelerera elektroner, och en anod. Anoden hölls vid en elektrisk potential som var något lägre än gallret (fast positiv jämfört med katoden). På så sätt kunde bara elektroner med en viss (liten) kinetisk energi nå fram till anoden efter att de passerat gallret. Till elektroderna kopplades instrument för att mäta strömmen som passerade mellan dem, och för att justera potentialskillnaden (spänningen) mellan katoden och accelerationsgallret.
- Vid låga potentialskillnader (upp till 4,9 volt om röret innehåller kvicksilverånga) ökar strömmen genom röret med ökad potentialskillnad. Den högre spänningen ökar det elektriska fältet i röret så att elektronerna accelereras kraftigare mot gallret.
- Vid 4,9 volt minskar strömmen kraftigt nästan ner till noll.
- När spänningen ökas ytterligare, ökar strömmen stadigt igen upp till 9,8 volt (exakt 4,9 +4,9 volt).
- Vid 9,8 volt observeras en liknande skarp minskning av strömmen.
- Minskningen av strömmen fortsätter att på samma sätt vara synligt med 4,9 volts mellanrum upp till spänningare på åtminstone 100 volt.

## Tolkningar av försöket
Franck och Hertz kunde förklara sitt försök med elastiska och inelastiska kollisioner. Vid låga potentialer får de accelererade elektronerna bara en liten kinetisk energi. När de stöter på en kvicksilveratom så inträffar en helt elastisk kollision. Det beror på den kvantmekaniska förutsägelsen att en atom inte kan absorbera energier som är mindre än den energi som krävs för att excitera en elektron till ett högre energitillstånd.
Vid elastiska kollisioner ändras inte den totala kinetiska energin i systemet. Eftersom elektroners massa är mindre än en tusendel av även de lättaste atomerna, så innebär det att elektronerna behåller nästan hela sin kinetiska energi. Högre potentialer gör att fler elektroner passerat gallret till anoden, och att en ökad ström observeras tills accelerationspotentialen når 4,9 volt.
Den lägsta energin som krävs för att excitera en elektron i en kvicksilveratom är 4,9 elektronvolt (eV). När den accelererande potentialen är 4,9 volt, så har varje elektron exakt 4,9 eV kinetisk energi när de når gallret. Följaktligen kan då en kollision mellan en kvicksilveratom och en fri elektron vara inelastisk. Det sker genom att den fria elektronens rörelseenergi omvandlas till potentiell energi genom att en bunden elektron i atomen flyttas till en högre energinivå. När elektronerna förlorar sin kinetiska energi kan de inte längre nå fram till anoden och den uppmätta strömmen minskar tydligt.
När spänningen ökas ytterligare kommer elektroner att delta i en elastisk kollision, förlora sina 4,9 eV, och sedan fortsätta accelereras. På så sätt ökar strömmen igen när den accelererande potentialen ökas. Vid 9,8 V har varje elektron tillräckligt mycket energi för att delta i två inelastiska kollisioner, excitera två atomer, och bli av med sin kinetiska energi. Den observerade strömmen minskar igen. Processen kommer att upprepa sig i intervaller på 4,9 volt; för varje steg genomgår elektronerna i ytterligare en inelastisk kollision.

## Effekt i andra gaser
Liknande effekter kan ses i neongas, men med intervaller på ungefär 19 V (i stället för 4,9 V). Processen är densamma, fast med en annan tröskelenergi. En skillnad är att ett ljussken kommer synas nära gallret vid spänningen 19 V. Det beror på att en energiövergång hos deexciterande neonatomer sänder ut röd-orange ljus. Skenet flyttar sig närmare katoden när potentialen ökas.